# 文化放送プレミアム放送枠

文化放送プレミアム放送枠（ぶんかほうそうプレミアムほうそうわく）は、文化放送が2011年から設定している特別番組の一覧。オンエア上の呼称は「文化放送 ○○デープレミアム」（ぶんかほうそう ○○デープレミアム）である。

## 概要
文化放送は『文化放送ホームランナイター』として日曜もプロ野球のナイトゲームを中継してきたが、2000年代後半以降、週末に開催されるプロ野球の試合が、夏場を除きデーゲームで開催する傾向が強まり、週末のナイター試合がない日が増えていた現状に鑑み、NRN系列局は、週末のナイター中継の見直しを進めた結果、球団のある地域はその球団が関与する試合のみの放送、また、それ以外の地域でも、野球以外の番組（ワイド番組）に置き換える傾向にあるため、文化放送が幹事を務めている土・日のNRNナイターのネット局も、2010年以降は土曜こそJRNナイターからの移行局も含め、ある程度は存在していたものの、日曜は定時放送を行う局が、7 - 9月期のABCラジオを除くと、皆無状態となっていた。
これを受け、文化放送発NRNナイターの雨傘番組が、『ビッグサウンズスペシャル』から『センパツ!』に改められた2010年度は、ナイターの予定がない日曜日に『文化放送ホームランナイター センパツ! スペシャル』（ぶんかほうそうホームランナイター センパツ! スペシャル）名義のまま、関東ローカルを前提とした単発特番を放送するようになり、2011年度はその実情を鑑みて、これらの特番は『文化放送サンデープレミアム』として放送することになった。また、同時に月1回ペースで放送される企画が多く、設定されるとともに、それ以前の関東ローカルを前提とした単発特番などは主に平日の『文化放送ライオンズナイター』の雨傘番組『ライオンズナイタースペシャル』もしくは月曜の定時番組として放送されていたため、事実上の枠移動の形である。なお土曜に当初からナイターがない場合（特に4 - 6月の一部）のホームランナイターの代替番組 として放送する場合、サンデープレミアムの内容に沿ったものを全国放送する場合がある。
さらに、ABCラジオが日曜のNRNナイターを定時ネットする7 - 9月期は、ナイター開催無しのため文化放送が『サンデープレミアム』を編成し、かつABCラジオが同時間帯に自社制作番組を編成しない場合に限り、土曜版に準じた構成の『センパツ!』を文化放送がABCラジオに対して裏送りすることになった。また、2012年度のナイターシーズンも同様の体裁で『サンデープレミアム』を放送していたが、同様の内容をNRN番組としてABCラジオにも同時ネットしたため、『セットアップスペシャル』に改題された。なお、2013年以降は文化放送での日曜ナイターの放送が原則廃止となったため、放送枠の設定自体が無くなった（それまで放送されていた特番は『ライオンズナイター』の雨傘番組枠で対応するようになった）。
一方、ナイターオフシーズンは、2011年度は月曜に『文化放送マンデープレミアム』、2012年度は水曜に『文化放送ウェンズデープレミアム』が、それぞれ21時台の1時間枠で設けられた。2013年度はナイターオフ編成の大幅な見直しに伴い金曜19時台の『文化放送フライデープレミアム』に企画移行し、前年度まで当枠で放送された『田原総一朗 オフレコ!スペシャル』はナイターオフの夜ワイド番組の不定期特別版として編入された。2014年度 - 2016年度は『文化放送ウェンズデープレミアム』として水曜に設定（2015年度まで19時台の放送であったが、2016年度は4年ぶりに21時台の放送となった）。2017年度 - 2021年度は、2012年10月以来の『文化放送サタデープレミアム』として土曜に設定（2018年度までは19:00 - 19:55。2021年度までは1時間繰り上げの18:00 - 18:57に放送）。2022年度は9月30日 - 2023年3月24日の金曜19:00 - 20:30に、9年ぶりとなる『文化放送フライデープレミアム』として編成。2023年度は『フライデープレミアム』を20:00までに短縮して放送する一方、火曜と水曜のナイターオフのワイド番組枠（19:00 - 21:00）を『好きがつながる!』と題した2時間の特別番組枠としたため、単発特番枠の設定が週3日となった。2024年度は『フライデープレミアム』を前年度同様に設定。

## 前身番組
この「文化放送プレミアム放送枠」以前にも週1回単発特番を制作・放送していた。1980年代は「フリーステーション」というタイトルで放送されていた。さらにそれ以前では「ラジオ特集」というタイトルで放送されていた。また、四谷から浜松町へ局舎を移転した直後の1 - 2年間は「文化放送スペシャル」あるいは「文化放送10月スペシャル」などのタイトルで放送されていたが、その頃の放送時間は半年ごとに曜日・時間の変更が多かった。2000年代は「ザ・ステージ」というタイトルで放送されていた。

## サンデープレミアム
サンデープレミアムとは、2011年度と2012年度のプロ野球シーズンにおいて設定されていた特別番組の放送枠。オンエア上では「文化放送 サンデープレミアム」（ぶんかほうそう サンデープレミアム）と呼称される。
プロ野球ナイトゲーム開催のない日曜日に『文化放送ホームランナイター』の代替として放送されていた。

### 放送時間
- プロ野球のナイターが、最初から予定されていない日曜 17:57 - 21:00（JST）
  - 番組によっては18:00開始の場合もある。この場合、一つ前の『ホームランナイタープロローグ』を延長して調整する。
  - 埼玉西武ライオンズの試合スケジュールが過密となった場合には、ナイターの有無にかかわらず、日曜の該当枠が月曜の定時番組の振替放送に充てられ、『サンデープレミアム』の放送も行われない場合がある（2011年7月24日、2012年7月1日が該当）。

### 放送リスト

#### 2011年度
| 回数 | 放送日        | 時間          | 番組名                                          |
| ---- | ------------- | ------------- | ----------------------------------------------- |
| 1    | 2011年4月10日 | 17:57 - 19:30 | 甲斐よしひろのセイ!ヤング21スペシャル           |
| 1    | 2011年4月10日 | 19:30 - 21:00 | 都知事選挙開票スペシャル〜地方自治って何だっけ? |
| 2    | 2011年4月17日 | 18:00 - 21:00 | もっとニッポニア! もっとジャパン! のうた        |
| 3    | 2011年5月1日  | 17:57 - 20:00 | 田原総一朗 オフレコ!スペシャル                  |
| 3    | 2011年5月1日  | 20:00 - 21:00 | 日曜2h                                          |
| 4    | 2011年5月8日  | 17:57 - 20:00 | 甲斐よしひろのセイ!ヤング21スペシャル           |
| 4    | 2011年5月8日  | 20:00 - 21:00 | DiVAのニッパチ                                  |
| 5    | 2011年5月15日 | 17:57 - 19:00 | 報道スペシャル「東日本大震災 負けない絆」       |
| 5    | 2011年5月15日 | 19:00 - 21:00 | もっとニッポニア! もっとジャパン! のうた        |
| 6    | 2011年5月29日 | 17:57 - 20:00 | 甲斐よしひろのセイ!ヤング21スペシャル           |
| 6    | 2011年5月29日 | 20:00 - 21:00 | 報道スペシャル〜海を越えた日本の鑑識            |
| 7    | 2011年6月5日  | 17:57 - 20:00 | 田原総一朗 オフレコ!スペシャル                  |
| 7    | 2011年6月5日  | 20:00 - 21:00 | 日曜2h                                          |
| 8    | 2011年6月19日 | 18:00 - 21:00 | もっとニッポニア! もっとジャパン! のうた        |
| 9    | 2011年6月26日 | 18:00 - 19:00 | もっと知りたい!裁判員裁判                       |
| 9    | 2011年6月26日 | 19:00 - 20:00 | RADIO FUTEMMA                                   |
| 9    | 2011年6月26日 | 20:00 - 21:00 | 日曜2h                                          |
| 10   | 2011年7月10日 | 17:57 - 19:30 | 甲斐よしひろのセイ!ヤング21スペシャル           |
| 10   | 2011年7月10日 | 19:30 - 21:00 | 田原総一朗 オフレコ!スペシャル                  |
| 11   | 2011年9月25日 | 17:57 - 20:00 | 甲斐よしひろのセイ!ヤング21スペシャル           |
| 11   | 2011年9月25日 | 20:00 - 21:00 | 文化放送開局60周年 志ん朝十三夜 スペシャル      |

#### 2012年度
| 回数 | 放送日        | 時間          | 番組名                                                                    |
| ---- | ------------- | ------------- | ------------------------------------------------------------------------- |
| 1    | 2012年4月15日 | 17:57 - 19:30 | 甲斐よしひろのセイ!ヤング21スペシャル                                     |
| 1    | 2012年4月15日 | 19:30 - 21:00 | ガヤガヤ我が家                                                            |
| 2    | 2012年4月29日 | 17:57 - 19:30 | K-POP COUNTDOWN                                                           |
| 2    | 2012年4月29日 | 19:30 - 21:00 | 田原総一朗 オフレコ!スペシャル                                            |
| 3    | 2012年5月13日 | 17:57 - 19:30 | 甲斐よしひろのセイ!ヤング21スペシャル                                     |
| 3    | 2012年5月13日 | 19:30 - 21:00 | 田原総一朗 オフレコ!スペシャル                                            |
| 4    | 2012年6月3日  | 17:57 - 19:30 | 甲斐よしひろのセイ!ヤング21スペシャル                                     |
| 4    | 2012年6月3日  | 19:30 - 20:00 | 荒牧陽子・福田彩乃 すっぴんラジオ                                         |
| 4    | 2012年6月3日  | 20:00 - 21:00 | 徳永英明ヴォーカリストヴィンテージスペシャル〜VINTAGEな音楽 VINTAGEな時〜 |
| 5    | 2012年6月17日 | 18:00 - 20:00 | さだまさし 大変なンすからもう来る頃special                                |
| 5    | 2012年6月17日 | 20:00 - 21:00 | K-POP COUNTDOWN                                                           |
| 6    | 2012年6月24日 | 17:57 - 19:30 | 甲斐よしひろのセイ!ヤング21スペシャル                                     |
| 6    | 2012年6月24日 | 19:30 - 21:00 | 田原総一朗 オフレコ!スペシャル                                            |

### 主な内容
- 「田原総一朗 オフレコ!スペシャル」

2011年3月まで放送されていた、田原総一朗がパーソナリティを務める評論トーク番組「田原総一朗 オフレコ!」の特別番組。
- 「甲斐よしひろのセイ!ヤング21スペシャル」

2011年3月までレギュラー放送されていた、「甲斐よしひろのセイ!ヤング21」の特別版。
- 「ガヤガヤ我が家」

2012年3月までレギュラー放送されていた、我が家がパーソナリティを務めるトーク番組の特別版。本枠のほか、平日の『ライオンスナイタースペシャル』枠を充当して放送されることもある。
- 「K-POP COUNTDOWN」

2010年度のナイターオフ期にレギュラー放送され、2011年度のナイターオフ期にも「マンデープレミアム」枠で放送されていたK-POP情報番組。本枠のほか、土曜日の『セットアップ』枠を充当して放送されることもあり、この場合はNRN土曜ナイターのネット局も同時放送する（実例：2012年5月26日）。
2011年度のみ
- 「日曜2h」

文化放送のインターネットラジオ「超!A&G+」のワイド番組・「A&G ARTIST ZONE 2h」のスピンオフ企画。2hパーソナリティであるアニメソング歌手がトークを繰り広げた。
- 「もっとニッポニア! もっとジャパン! のうた」

「100年後のニッポン人に遺したい日本の歌」をコンセプトに、日本の歌を選定していく、2011年度の同名のステーションキャンペーン特別番組。キャンペーンプロデューサーでもある宮沢和史と、太田英明アナウンサーがパーソナリティを務める。本枠のほか、土曜の『センパツ!』枠を充当して放送されることもあり、この場合はNRN土曜ナイターのネット局も同時放送した（実例：2011年7月23日）。

## マンデープレミアム
マンデープレミアムとは、2011年度のプロ野球ナイターオフシーズンにおいて設定されていた特別番組の放送枠。オンエア上では「文化放送 マンデープレミアム」（ぶんかほうそう マンデープレミアム）と呼称される。2011年10月3日から放送し、2012年3月26日で終了。
2011年度のナイターシーズン編成において、プロ野球中継予定のない日曜に放送されていた「サンデープレミアム」の企画を移行させた形の特番枠であり、半数程度は同枠から引き継いだプログラムを放送する。ほぼ毎週の放送が保障されるようになった一方で、放送枠は1時間のみとなった。
「マンデープレミアム」の放送枠が設定される以前も、月曜の定時番組としてこのような特番枠が設定されていたことがあった。

### 放送時間
- 毎週月曜 19:00 - 20:00（JST）

### 主な内容
第3・第5月曜については内容不定で、単発特番を編成するが、上記の各番組を編成の都合上本来の週に放送できない場合、その振替枠に充てることがある。
- 第1月曜 - 「甲斐よしひろのセイ!ヤング21スペシャル」

2011年3月までレギュラー放送され、4月 - 9月にかけて「サンデープレミアム」枠で計5回放送された、「甲斐よしひろのセイ!ヤング21」の特別版。
- 第2月曜 - 「田原総一朗 オフレコ!スペシャル」

2011年3月までレギュラー放送され、5月 - 7月にかけて「サンデープレミアム」枠で計3回放送された、田原総一朗がパーソナリティを務める評論トーク番組「田原総一朗 オフレコ!」の特別番組。
- 第4月曜 - 「文化放送 K-POP COUNTDOWN」

2010年度のナイターオフ期に30分枠の定時番組として放送されていた、K-POP情報番組。

#### 第3・第5月曜の放送内容
| 放送日         | 番組名                                           | 備考                             |
| -------------- | ------------------------------------------------ | -------------------------------- |
| 2011年10月17日 | 文化放送80年代special「my best songs」           |                                  |
| 2011年10月31日 | 「セットアップM」拡大版                          | 野球中継取り消しに伴う雨傘番組。 |
| 2011年11月21日 | 「井筒とマツコ 禁断のラジオ」60分拡大スペシャル  |                                  |
| 2011年12月19日 | 「甲斐よしひろ LIVE IN ISHINOMAKI 2011」         |                                  |
| 2012年1月16日  | 「髭男爵 山田ルイ53世のルネッサンスラジオ GOLD」 |                                  |
| 2012年1月30日  | 「JOY×JOY RADIO」                                |                                  |
| 2012年2月20日  | 「水谷加奈的あの頃ベスト10」                     |                                  |
| 2012年3月19日  | 「島谷ひとみ “Sign Music”ヒーリングタイム」      |                                  |

## ウェンズデープレミアム
ウェンズデープレミアムとは、2012年度ならびに2014年度 - 2016年度のプロ野球ナイターオフシーズンにおいて設定されていた特別番組の放送枠。オンエア上では「文化放送 ウェンズデープレミアム」（ぶんかほうそう ウェンズデープレミアム）と呼称される。
この枠は「マンデープレミアム」同様、「サンデープレミアム」や「セットアップスペシャル」の企画を移行させた形の1時間の特番枠であり、その半数程度は同枠から引き継いだプログラムを放送する。

### 放送時間
- 2012年10月3日 - 2013年3月27日：毎週水曜 21:00 - 22:00（JST）
- 2014年10月1日 - 2015年3月25日：毎週水曜 19:00 - 20:00（JST）
- 2015年9月30日 - 2016年3月23日：毎週水曜 19:00 - 20:00（JST）
- 2016年9月28日 - 2017年3月29日：毎週水曜 21:00 - 22:00（JST）
  - 「文化放送スポーツスペシャル」としてプロ野球のパ・リーグクライマックスシリーズや日本シリーズ、野球日本代表戦の中継を行う場合は、中継枠を22:00まで確保した上で、本番組は休止となる。

### 放送内容

#### 2012年度
10月はプロ野球のパ・リーグクライマックスシリーズや日本シリーズの中継により休止の週があるため、この通りにはならなかった（後述）。
- 第1水曜 - 「甲斐よしひろのセイ!ヤング21スペシャル」

2011年3月までレギュラー放送され、以降は「サンデープレミアム」枠や「マンデープレミアム」枠などで月1回ペースで放送されている、「甲斐よしひろのセイ!ヤング21」の特別版。
- 第3水曜 - 「田原総一朗 オフレコ!スペシャル」

2011年3月までレギュラー放送され、以降は「サンデープレミアム」枠や「マンデープレミアム」枠などで、夏季を除いて月1回ペースで放送されている、田原総一朗がパーソナリティを務める評論トーク番組「田原総一朗 オフレコ!」の特別番組。
- 第4水曜 - 「K-POP COUNTDOWN」

2010年度のナイターオフ期に30分枠の定時番組として放送、以降は「サンデープレミアム」枠や「マンデープレミアム」枠などで月1回ペースで放送されている、K-POPを扱う音楽番組。
第2・第5水曜については内容不定のため単発特番を編成するが、上記の各番組を編成の都合上本来の週に放送できない場合、その振替枠に充てることがある。

##### 2012年10月
| 放送日         | 番組名                                                     | 備考             |
| -------------- | ---------------------------------------------------------- | ---------------- |
| 2012年10月3日  | 「甲斐よしひろのセイ!ヤング21スペシャル」                  | 本来の週に放送。 |
| 2012年10月10日 | 「K-POP COUNTDOWN」                                        |                  |
| 2012年10月17日 | （プロ野球パ・リーグクライマックスシリーズ中継のため休止） |                  |
| 2012年10月24日 | 「田原総一朗 オフレコ!スペシャル」                         |                  |
| 2012年10月31日 | （プロ野球日本シリーズ中継のため休止）                     |                  |

##### 2012年11月以降の第2・第5水曜
第1・第3・第4水曜であっても、通常とは異なる番組が編成された場合はこちらに記す。
| 放送日         | 番組名 | 備考                                                                     |
| -------------- | --- | ------------------------------------------------------------------------ |
| 2012年11月14日 | 「みんなの寅さん スペシャル〜男はつらいよ meets 徳永英明」                                                                            |                                                                          |
| 2012年12月12日 | 「青山二丁目劇場特番 銀河万丈 読み語り「ごんべん」十周年記念公演」                                                                    | 超!A&G+でも後日再配信実施。 10月15日プロ野球中継分の事実上の代替。       |
| 2012年12月26日 | 「東洋学園大学presents meets THE WORLD スペシャル」                                                                                   | 土曜朝のレギュラー番組の特別版。 12月度の「K-POP COUNTDOWN」は放送なし。 |
| 2013年1月9日   | 「箱根駅伝への道 襷と絆の物語」 |                                                                          |
| 2013年1月30日  | 「4つの空白〜拉致事件から35年」 |                                                                          |
| 2013年2月13日  | 「AFTERSCHOOL PLAYGIRLZ RADIO番外編 ORANGE CARAMELのオレキャラ☆ナイト!」                                                              | 前の回は『フライデープレミアム』枠で放送された。                         |
| 2013年3月13日  | 21:00 - 「AFTERSCHOOL PLAYGIRLZ RADIO番外編 ORANGE CARAMELのオレキャラ☆ナイト!」21:30 - 「我が家のアイドルのオキテ〜Cheeky Parade編」 | この週のみ30分番組2本立て。                                              |

#### 2014年度
定番企画として、従来の「セイ!ヤング21」に加え、同年9月までレギュラー放送されていた「我が家とチキパのガヤガヤパレード」が追加されている。
| 放送日         | 番組名 | 備考                                                      |
| -------------- | --- | --------------------------------------------------------- |
| 2014年10月1日  | 「智一・美樹のラジオビッグバン グランドフィナーレ特別版! 15年半ありがとう! 最終回の裏側でこんな打ちあげパーティーやってましたスペシャル」 | 同年9月までレギュラー放送されていた番組の事実上の最終回。 |
| 2014年10月8日  | 「甲斐よしひろのセイ!ヤング21」 |                                                           |
| 2014年10月15日 | （プロ野球パ・リーグクライマックスシリーズ中継のため休止）                                                                                |                                                           |
| 2014年10月22日 | 「中森明菜 オールタイム・ベストスペシャル」                                                                                               |                                                           |
| 2014年10月29日 | （プロ野球日本シリーズ中継のため休止） |                                                           |
| 2014年11月5日  | 「茅原実里 武道館直前スペシャル」 |                                                           |
| 2014年11月12日 | 「我が家とチキパのガヤガヤパレード」 |                                                           |
| 2014年11月19日 | 「開幕まで待てない 龍角散presentsブロードウェイミュージカル「Once ダブリンの街角で」直前スペシャル」                                      |                                                           |
| 2014年11月26日 | 「甲斐よしひろのセイ!ヤング21」 |                                                           |
| 2014年12月3日  | 「桂春蝶・西村由紀江の「らくご組曲」」 |                                                           |
| 2014年12月10日 | 「スタア伝説 永遠の高倉健」 |                                                           |
| 2014年12月17日 | 「我が家とチキパのガヤガヤパレード」 |                                                           |
| 2014年12月24日 | 日本放送文化大賞ラジオ部門グランプリ受賞作品 「ラブ&ピース! お好み焼き」                                                                  | 中国放送（RCCラジオ）制作。                               |
| 2014年12月31日 | 「甲斐よしひろのセイ!ヤング21」 |                                                           |
| 2015年1月7日   | 「箱根駅伝への道 襷と絆の物語」 |                                                           |
| 2015年1月14日  | 「あの日の台湾〜勇士と感謝、霧社と嘉義」                                                                                                  |                                                           |
| 2015年1月21日  | 「我が家とチキパのガヤガヤパレード」 |                                                           |
| 2015年1月28日  | 「NMB48山本彩の特番とれてもうた!」 |                                                           |
| 2015年2月4日   | 「フラメンコ舞踏家・長嶺ヤス子〜裸足のメッセージ」                                                                                        |                                                           |
| 2015年2月11日  | 「福島県立双葉高校野球部の青春 誓いのエンブレム」                                                                                         |                                                           |
| 2015年2月18日  | 「Berryz工房 起立! 礼! 着席! 11年のキセキ」                                                                                               |                                                           |
| 2015年2月25日  | 「甲斐よしひろのセイ!ヤング21」 |                                                           |
| 2015年3月4日   | 「我が家とチキパのガヤガヤパレード」 |                                                           |
| 2015年3月11日  | 「文化放送・ラジオ福島共同制作「いま聴こう!福島の声を2015」」                                                                             |                                                           |
| 2015年3月18日  | 「ガム彼!クレイジーガム放送室〜ホワイトデーはキミといっしょ〜」                                                                           |                                                           |
| 2015年3月25日  | 「対話系教育バラエティ ジカデン!」 |                                                           |

#### 2015年度
| 放送日         | 番組名                                                                                              | 備考                                                                            |
| -------------- | --------------------------------------------------------------------------------------------------- | ------------------------------------------------------------------------------- |
| 2015年9月30日  | 「DISH//ですけど何か?」                                                                             |                                                                                 |
| 2015年10月7日  | 「甲斐よしひろのセイ!ヤング21」                                                                     |                                                                                 |
| 2015年10月14日 | （プロ野球パ・リーグクライマックスシリーズ中継のため休止）                                          |                                                                                 |
| 2015年10月21日 | 「永遠のミスDJ 川島なお美」                                                                         | 前月に逝去した川島なお美の追悼番組。                                            |
| 2015年10月28日 | （プロ野球日本シリーズ中継のため休止）                                                              |                                                                                 |
| 2015年11月4日  | 「JAM Project 15th Anniversary THE STRONGER'S RADIO -MOTTO! MOTTO!!-」                              |                                                                                 |
| 2015年11月11日 | 「目指せ!水樹奈々文化放送完全ジャック 〜SMASHING ANTHEMS猛烈スマッシュ!!!」                         |                                                                                 |
| 2015年11月18日 | 「Original Entertainment Paradise 2015 UNITED FLAG 「〜奏でろ!繋げろ!高めろ!感じろ!おれパラ特番〜」 |                                                                                 |
| 2015年11月25日 | 「我が家とチキパのガヤガヤパレード」                                                                |                                                                                 |
| 2015年12月2日  | 「ニューシニアパラダイス 〜この先の自分のために、今できることを考えよう!〜」                        |                                                                                 |
| 2015年12月9日  | 「戦後70年企画〜アーサー・ビナード 長崎原爆を探して」                                               |                                                                                 |
| 2015年12月16日 | 「青山二丁目劇場スペシャル」                                                                        |                                                                                 |
| 2015年12月23日 | 「走れ!歌謡曲出張版」                                                                               |                                                                                 |
| 2015年12月30日 | 「甲斐よしひろのセイ!ヤング21」                                                                     |                                                                                 |
| 2016年1月6日   | 「箱根駅伝への道 襷と絆の物語」                                                                     |                                                                                 |
| 2016年1月13日  | 「我が家とチキパのガヤガヤパレード」                                                                |                                                                                 |
| 2016年1月20日  | 「いとうせいこう×みうらじゅん ザツダン!」                                                           | その後「SET UPスペシャル」として数回放送。 2016年10月よりレギュラー番組に昇格。 |
| 2016年1月27日  | 「青木瑠璃子の声優アワードナビゲーション」                                                          |                                                                                 |
| 2016年2月3日   | 「我が家とチキパのガヤガヤパレード」                                                                |                                                                                 |
| 2016年2月10日  | 「ガム彼!新撰組如月編 〜寒い夜も君と居たい〜」                                                      |                                                                                 |
| 2016年2月17日  | 「ガールズユニット「LLS」デビュー記念特番!重盛さと美とふくよかな仲間たち」                          |                                                                                 |
| 2016年2月24日  | 「甲斐よしひろのセイ!ヤング21」                                                                     |                                                                                 |
| 2016年3月2日   | 「竹内薫 みんなのサイエンス」                                                                       |                                                                                 |
| 2016年3月9日   | 「シリーズ被災地の真実〜震災から5年、南三陸は今」                                                   |                                                                                 |
| 2016年3月16日  | 「日曜はがんばらない スペシャル〜夢に向かって〜」                                                   |                                                                                 |
| 2016年3月23日  | 「ガム彼!新撰組 弥生編 〜春が来ても離さない〜」                                                     |                                                                                 |

#### 2016年度
| 放送日         | 番組名                                                                                             | 備考                                                                    |
| -------------- | -------------------------------------------------------------------------------------------------- | ----------------------------------------------------------------------- |
| 2016年9月28日  | 「伝説のミスDJついに復活!〜DJ部長太田英明の 文化放送秋の改編 スペシャル」                          | [ 15 ]                                                                  |
| 2016年10月5日  | 「祝!広島東洋カープ 25年ぶりセ・リーグ優勝!“最高でーす!”」                                         |                                                                         |
| 2016年10月12日 | 「シェアラジオ・民放ラジオ特別番組 サントリー天然水Presents 宇多田ヒカルのファントーム・アワー」   | 民放連ラジオ委員会制作の全民放101局共通番組。                           |
| 2016年10月19日 | 「さだまさし“御乱心”ラジオ」                                                                       |                                                                         |
| 2016年10月26日 | （プロ野球日本シリーズ中継のため休止）                                                             |                                                                         |
| 2016年11月2日  | 「花となれ風となれ〜dream ride ツール・ド・おきなわ」                                              |                                                                         |
| 2016年11月9日  | 「Original Entertainment Paradise 2016 Ⅸ’mas Magic 〜おれパラ特番〜」                              |                                                                         |
| 2016年11月16日 | 「トレンディエンジェルのPePePeラジオスペシャル」                                                   |                                                                         |
| 2016年11月23日 | 「甲斐よしひろのセイ!ヤング21」                                                                    |                                                                         |
| 2016年11月30日 | 「青学駅伝チームの強さに迫る! 〜青トレ〜三冠に挑む最強のカラダ作り」                               |                                                                         |
| 2016年12月7日  | 「オトナフェス〜深夜放送まつり〜ライブ」                                                           | [ 17 ]                                                                  |
| 2016年12月14日 | 「STOP THE SMAP 25周年スペシャル!」                                                                | 19:00から3時間枠で放送。 正式には『ウェンズデープレミアム』は休止扱い。 |
| 2016年12月21日 | 「Fate/Grand Order カルデア・ラジオ局 事前特番スペシャル」                                         | 翌2017年1月改編で開始される新番組の特番。                               |
| 2016年12月28日 | 「中森明菜 "Belie＋Vampire" スペシャル」                                                           |                                                                         |
| 2017年1月4日   | 「箱根駅伝への道 襷と絆の物語」                                                                    |                                                                         |
| 2017年1月11日  | 「我が家とチキパのガヤガヤパレード」                                                               |                                                                         |
| 2017年1月18日  | 「永縁 さだまさし〜永六輔を語る 笑って泣いて考えて、そして歌って」                                 | 前年7月に逝去した永六輔の追悼番組。                                     |
| 2017年1月25日  | 「甲斐よしひろのセイ!ヤング21」                                                                    |                                                                         |
| 2017年2月1日   | 「勝地涼×笠原秀幸 ほっとけないラジオ」                                                             | 前年5月に放送された特番の続編。                                         |
| 2017年2月8日   | 「氷川きよし節 スペシャル」                                                                        |                                                                         |
| 2017年2月15日  | 「ポール・マッカートニー ワン・オン・ワン ジャパン・ツアー2017〜ポール、お帰りなさいスペシャル〜」 |                                                                         |
| 2017年2月22日  | 「ガム彼!2017 クラスメイトになろうよ!」                                                            |                                                                         |
| 2017年3月1日   | 「甲斐よしひろのセイ!ヤング21」                                                                    |                                                                         |
| 2017年3月8日   | （2017 ワールド・ベースボール・クラシック中継のため休止）                                          |                                                                         |
| 2017年3月15日  | 「文化放送 Smile driving キャンペーン スペシャル 〜あなたの運転見直してみませんか〜」              | 正式には『ウェンズデープレミアム』枠外扱い。                            |
| 2017年3月22日  | 「白石康次郎物語〜夢はあなたの中にある〜」                                                         |                                                                         |
| 2017年3月29日  | 「仮面ライダーフィギュアコレクション創刊記念 東映公認 ライダーラジオ!!!」                          | 同年3月16日に公開収録。                                                 |

## フライデープレミアム
「フライデープレミアム」は、2012年度・2013年度および2022年度以降のプロ野球ナイターオフシーズンにおいて設定されている特別番組の放送枠。オンエア上では「文化放送 フライデープレミアム」（ぶんかほうそう フライデープレミアム）と呼称される。

### 放送時間
- 2012年10月5日 - 11月30日、2013年1月4日：毎週金曜 21:00 - 21:30（JST）
- 2013年10月4日 - 2014年3月21日：毎週金曜 19:00 - 20:00（JST）
  - 「文化放送スポーツスペシャル」としてプロ野球クライマックスシリーズの中継を行う場合は休止。
- 2022年9月30日 - 2023年3月24日：毎週金曜 19:00 - 20:30（JST）
- 2023年10月6日 - 2024年3月22日：毎週金曜 19:00 - 20:00（JST）
- 2024年10月4日 - 2025年3月21日：毎週金曜 19:00 - 20:00（JST）
  - 同シーズンの『甲斐よしひろのセイ!ヤング21』は火曜19時台で不定期放送[21]。また東日本大震災関連企画は3月11日（火曜日）20時台で放送。

### 放送内容

#### 2012年度
| 放送日         | 番組名                                                                   | 備考                                                                                  |
| -------------- | ------------------------------------------------------------------------ | ------------------------------------------------------------------------------------- |
| 2012年10月5日  | 「島袋寛子のLife is Beautiful」                                          |                                                                                       |
| 2012年10月12日 | 「『映画館落語 かもめ亭』第二弾公開直前スペシャル」                      |                                                                                       |
| 2012年10月19日 | （プロ野球パ・リーグクライマックスシリーズ中継のため休止）               |                                                                                       |
| 2012年10月26日 | 「井筒とマツコ 禁断のラジオ『黄金を抱いて翔べ』公開直前スペシャル」      |                                                                                       |
| 2012年11月2日  | 「キャンサー カフェ〜みんなでがんを考えよう」                            | 本来は月曜のレギュラー番組。 10月15日がプロ野球中継であったため、この日に振替。       |
| 2012年11月9日  | 「島袋寛子のLife is Beautiful」                                          | 公開録音の模様を放送。                                                                |
| 2012年11月16日 | 「2012 浜松町グリーンサウンドフェスタ〜浜祭〜 special vol.1」            | "vol.2"は11月18日の15:00 - 15:30に放送。                                              |
| 2012年11月23日 | 「AFTERSCHOOL PLAYGIRLZ RADIO番外編 ORANGE CARAMELのオレキャラ☆ナイト!」 | 「SET UPスペシャル」枠の企画の続編。 この次の回は『ウェンズデープレミアム』枠で放送。 |
| 2012年11月30日 | 「私立恵比寿中学 放送部〜放課後活動中」                                  | 真山りか・星名美怜・鈴木裕乃が出演。 2013年4月よりレギュラー番組に昇格。              |
| 2013年1月4日   | （サブタイトルなし）。                                                   | 「就職戦士ブンナビ!」の放送休止 による代替放送。                                      |

#### 2013年度
| 放送日         | 番組名 | 備考                                                    |
| -------------- | --- | ------------------------------------------------------- |
| 2013年10月4日  | 「K-POP COUNTDOWN」 | 夏季は放送を休止したため約4ヶ月ぶりの放送。             |
| 2013年10月11日 | 「甲斐よしひろのセイ!ヤング21スペシャル」                                                                              |                                                         |
| 2013年10月18日 | （プロ野球パ・リーグクライマックスシリーズ中継のため休止）                                                             |                                                         |
| 2013年10月25日 | 「ポール・マッカートニー アウト・ゼアー・ジャパン・ツアー直前スペシャル〜ポール、日本はあなたを心から愛しています!〜」 |                                                         |
| 2013年11月1日  | 「AFTERSCHOOL PLAYGIRLZ RADIO番外編 ORANGE CARAMELのオレキャラ☆ナイト」                                                | 『ウェンズデープレミアム』時代以来、約8ヶ月ぶりの放送。 |
| 2013年11月8日  | 「藤あや子25周年記念 ザ・ショータイム オン・ザ・レディオ」                                                             |                                                         |
| 2013年11月15日 | 「松崎しげるの『スパニッシュナイト!』」                                                                                |                                                         |
| 2013年11月22日 | 「甲斐よしひろのセイ!ヤング21スペシャル」                                                                              |                                                         |
| 2013年11月29日 | 「文芸あねもねR」特別番組「"R"なお姉さまといっしょ」                                                                   |                                                         |
| 2013年12月6日  | 「甲斐よしひろのセイ!ヤング21スペシャル」                                                                              |                                                         |
| 2013年12月13日 | 「来日決定記念スペシャル♪ ザ・ローリング・ストーンズがやってくる♪ イッツ・オンリー・ロックンロール」                   |                                                         |
| 2013年12月20日 | 「決戦!第58回有馬記念〜勝つのはこれだ!」                                                                               |                                                         |
| 2013年12月27日 | 「K-POP COUNTDOWN」 | この回を最後に同番組は自然消滅。                        |
| 2014年1月3日   | 「甲斐よしひろのセイ!ヤング21スペシャル」                                                                              |                                                         |
| 2014年1月10日  | 「箱根駅伝への道 襷と絆の物語」                                                                                        |                                                         |
| 2014年1月17日  | 「10・19 パ・リーグが熱く燃えた日」                                                                                    |                                                         |
| 2014年1月24日  | 「大瀧詠一 Happy Endで始めよう」                                                                                       | 前月に逝去した大瀧詠一の追悼番組。                      |
| 2014年1月31日  | 「AFTERSCHOOL PLAYGIRLZ RADIO番外編 ORANGE CARAMELのオレキャラ☆ナイト」                                                |                                                         |
| 2014年2月7日   | シリーズ・被災地の真実「東日本大震災〜心の二次災害」                                                                   |                                                         |
| 2014年2月14日  | 「甲斐よしひろのセイ!ヤング21スペシャル」                                                                              |                                                         |
| 2014年2月21日  | 「佐野ひなこ Winter Song For You」                                                                                     |                                                         |
| 2014年2月28日  | 「声優アワード受賞者発表スペシャル」                                                                                   |                                                         |
| 2014年3月7日   | 「文化放送・ラジオ福島共同制作『いま聴こう!福島の声を2014』」                                                          |                                                         |
| 2014年3月14日  | 「菊池桃子30周年記念スペシャル“菊池桃子の青春ラブレター”」                                                             |                                                         |
| 2014年3月21日  | 「甲斐よしひろのセイ!ヤング21スペシャル」                                                                              |                                                         |

#### 2022年度
| 放送日         | 番組名 | 備考                                                                                                   |
| -------------- | --- | --- |
| 2022年9月30日  | 「命のバトンを託されて〜杉原ビザを繋いだ人々」 | |
| 2022年10月7日  | 19:00 - 「Takara Leben Group presents 民放ラジオ99局特別番組"スピーカーでラジオを聴こう"キャンペーン WE LOVE RADIO 松任谷由実 50th ANNIVERSARY〜日本中、ユーミンに包まれたなら〜」20:00 - 「好きをつなげる 文化放送」 | 20時台は秋改編紹介企画。                                                                               |
| 2022年10月14日 | 「ロッテ ラミー・バッカスpresents 小野賢章のラミバー」 | |
| 2022年10月21日 | 「RANDY RHOADS TRIBUTE RADIO」 | |
| 2022年10月28日 | 「FRIDAY SUPER BASEBALL SONGS」 | |
| 2022年11月4日  | 「櫻坂46の「さ」」 | 翌年10月より30分番組として火曜1時（月曜25時）台後半でレギュラー化。                                    |
| 2022年11月11日 | 「CultureZ SP 土佐兄弟・卓也の「た」」 | |
| 2022年11月18日 | 「サッポロ一番プレゼンツ 秋は〇〇 諏訪部順一!2022 津々浦々編」 | 前編（ゲスト：天﨑滉平）                                                                               |
| 2022年11月25日 | 「甲斐よしひろのセイ!ヤング21」 | |
| 2022年12月2日  | 「サッポロ一番プレゼンツ 秋は〇〇 諏訪部順一!2022 津々浦々編」 | 後編（ゲスト：逢坂良太）                                                                               |
| 2022年12月9日  | 「伊藤万理華 my cue to run!」 | |
| 2022年12月16日 | 19:00 - 「木村達成 10周年記念Radio」19:30 - 「シルク・ドゥ・ソレイユ『アレグリア』〜喜びのラジオ〜」20:00 - 「瀬奈じゅん ALive Aradio」                                                                               | ミュージカルに着目した企画を3本立てで放送。                                                            |
| 2022年12月23日 | 19:00 - 「渡辺徹追悼番組『ありがとう、徹さん!』」20:00 - 「水木一郎 不滅のヒーローソングス」 | 渡辺徹追悼番組は、山梨放送では12月31日15:00 - 16:00に放送。 20時台は同月に逝去した水木一郎の追悼番組。 |
| 2022年12月30日 | 19:00 - 「三遊亭円楽師匠 追悼特別番組『笑いは不屈!座布団10枚の落語人生』」20:00 - 「好きをつなげる 文化放送」 | 20時台は年末年始特番紹介企画。                                                                         |
| 2023年1月6日   | 「箱根駅伝への道 襷と絆の物語」 | |
| 2023年1月13日  | 「おもしろ荘勝手に優勝記念・ちゃんぴおんずのお笑い王は俺だ!!」 | |
| 2023年1月20日  | 「甲斐よしひろのセイ!ヤング21」 | |
| 2023年1月27日  | 「土田玲央・梅田修一朗のBlue Love RADIO」 | |
| 2023年2月3日   | 「加藤和樹のミュージックバー「エンタス」ON RADIO」 | |
| 2023年2月10日  | 「雨宮天の語れ!青の歌謡曲!スペシャル」 | 2018年7月より放送中の『MOMO・SORA・SHIINA Talking Box』の特別企画。                                    |
| 2023年2月17日  | 「SAYONARAシティボーイズ」 | 同年4月1日より30分番組として土曜19時台前半でレギュラー化。                                             |
| 2023年2月24日  | 「甲斐よしひろのセイ!ヤング21」 | |
| 2023年3月3日   | 「BOATRACE平和島presents MOTOR QUEEN RADIO」 | |
| 2023年3月10日  | 「東日本大震災12年 浜を照らす光であれ〜いわきFCの戦い」 | ラジオ福島では3月13日19:00 - 20:00に60分編集版を放送。                                                 |
| 2023年3月17日  | 「入山章栄と長谷川のび太の Dear昭和アニソン」 | |
| 2023年3月24日  | 19:00 - 「小野大輔の高知来いよ!」20:00 - 「キミノラジオ〜放課後ペンギン放送局〜」 | 「小野大輔の高知来いよ!」は、制作局の高知放送では3月25日18:00 - 19:00に放送。                          |

#### 2023年度
| 放送日         | 番組名 | 備考                                                                                    |
| -------------- | --- | --------------------------------------------------------------------------------------- |
| 2023年10月6日  | 「小野大輔の高知来いよ!〜まんさい編〜」 | 制作局の高知放送では10月7日18:00 - 19:00に放送。                                        |
| 2023年10月13日 | 「僕が見たかった青空の「青天のヘキレキ!」特別編 生放送だよ全員集合!」                                                                                    | 2023年10月より放送中の『僕が見たかった青空の「青天のヘキレキ!」』の特別企画。           |
| 2023年10月20日 | 「辻発彦・斉藤一美・向井葉月の語れ!ライオンズ」 |                                                                                         |
| 2023年10月27日 | 「浜祭2023 Xデー直前!大予言スペシャル」 |                                                                                         |
| 2023年11月3日  | 「好きがつながる! 浜祭後夜祭」 |                                                                                         |
| 2023年11月10日 | 「林哲司 サウダージ スペシャル」 |                                                                                         |
| 2023年11月17日 | 「菅生健人の土木を知る」 |                                                                                         |
| 2023年11月24日 | 「甲斐よしひろのセイ!ヤング21」 |                                                                                         |
| 2023年12月1日  | 「-特別版- マシンガンズの"もっと"働きタイミー」 | 2023年10月より『レコメン!』火曜日内で放送中の『マシンガンズの働きタイミー』の特別企画。 |
| 2023年12月8日  | 「KEN LLOYDのSway With Me」 |                                                                                         |
| 2023年12月15日 | 「梶原しげると仲間たち〜アルツハイマーとともに〜」 |                                                                                         |
| 2023年12月22日 | 「樋口日奈のここだけ」 |                                                                                         |
| 2023年12月29日 | 「文化放送麻雀特番「M荘!四本場」」 |                                                                                         |
| 2024年1月5日   | 「箱根駅伝への道 襷と絆の物語」 |                                                                                         |
| 2024年1月12日  | 2023年日本民間放送連盟賞・ラジオ グランプリ受賞作品 「中四国ライブネット 全国で1000台突破!移動スーパーとくし丸～見えてきた、さらなるくらしの困りごと～」 | 四国放送制作                                                                            |
| 2024年1月19日  | 「甲斐よしひろのセイ!ヤング21」 |                                                                                         |
| 2024年1月26日  | 「-特別版- マシンガンズの“みんなと”働きタイミー」 | 『マシンガンズの働きタイミー』の特別企画第2弾。                                         |
| 2024年2月2日   | 「好きがつながる! 日向坂46齊藤京子のDear中森明菜」 |                                                                                         |
| 2024年2月9日   | 「A&G TRACKS PREMIUM」 | 2023年3月より放送中の『A&G TRACKS』の特別企画。                                         |
| 2024年2月16日  | 「ちゅーばんかんラジオ〜デコポン®️の日edition〜」 |                                                                                         |
| 2024年2月23日  | 「「昭和落語名演 秘蔵音源CDコレクション」プレゼンツ 古今亭志ん朝を語る夜」                                                                               | ABCラジオでは2月24日18:00 - 19:00、STVラジオでは同20:00 - 21:00に放送。                 |
| 2024年3月1日   | 「甲斐よしひろのセイ!ヤング21」 |                                                                                         |
| 2024年3月8日   | 「シリーズ被災地の真実 FUKUSHIMA再生/あしたはどっちだ?」                                                                                                 | 宮崎放送では3月10日13:00 - 14:00、ラジオ福島では3月11日19:00 - 20:00に放送。            |
| 2024年3月15日  | 「首都高presents 岡田圭右・小野春花の「Driving Highway…WAO!」」                                                                                          |                                                                                         |
| 2024年3月22日  | 「-特別版- マシンガンズの“あなたと”働きタイミー」 | 『マシンガンズの働きタイミー』の特別企画第3弾。4月2日より火曜21時台後半で単独番組化。   |

#### 2024年度
| 放送日         | 番組名                                                                              | 備考 |
| -------------- | ----------------------------------------------------------------------------------- | --- |
| 2024年10月4日  | 「遊々ミュージックスペシャル」                                                      | 土曜深夜（日曜早朝）に放送している『仁科美咲の遊々ミュージック』の特別企画。 |
| 2024年10月11日 | 「西野カナ 活動再開記念特番 Love Again!」                                           | |
| 2024年10月18日 | 「三人称・鉄塔 さんにんのよる なま」                                                | 2023年10月より放送中の『三人称・鉄塔 ひとりのよる』の特別企画。 |
| 2024年10月25日 | 「文化放送報道スペシャル「全生園の柊」」                                            | |
| 2024年11月1日  | 「浜祭2024 Xデー直前!帰ってきた大予言スペシャル」                                   | |
| 2024年11月8日  | 「檜山沙耶 茨城の魅力が目に入らぬかっ!ラジオ」                                      | |
| 2024年11月15日 | 「渡邉美穂の私、埼玉が好き〜〜!（第3弾） 〜食欲の秋スペシャルin埼玉〜」             | 第1弾は2024年1月3日20時台、第2弾は7月12日9・10時台、第4弾は2025年2月25日19・20時台に放送。 |
| 2024年11月22日 | 「なべやき屋キンレイ謹製「秋の夜長に 江戸を探す旅」」                               | |
| 2024年11月29日 | 「辻発彦・斉藤一美・向井葉月 秋の語れ!ライオンズスペシャル」                        | |
| 2024年12月6日  | 「"何があったのか?"「還暦スペシャル」林家たい平〜ホンネで語れる 60歳〜」            | |
| 2024年12月13日 | 「スナック趣里（第2弾）」                                                           | 第1弾は、2022年5月12日に「文化放送ライオンズナイタースペシャル」として放送。 |
| 2024年12月20日 | 「あわしまマリンパーク presents 豊田萌絵&小山百代のあのね、うみね、また会えたね。」 | 『A&Gリクエストアワー 阿澄佳奈のキミまち!』内で放送されていたフロート番組の復活企画。 2025年1月より30分番組『あわしまマリンパークpresents 豊田萌絵&小山百代のうみねとましろのマリントーク』として木曜1時（水曜25時）台前半で再レギュラー化。 |
| 2024年12月27日 | 「ガキパラ〜SPECIAL STAGE〜」                                                       | 2024年度3回目の放送。 |
| 2025年1月3日   | 「TAKAHIRO Talk on Stage」                                                          | |
| 2025年1月10日  | 「箱根駅伝への道 襷と絆の物語」                                                     | |
| 2025年1月17日  | 「10秒、12時間、そして30年」                                                        | 阪神・淡路大震災発生30年企画。 |
| 2025年1月24日  | 「非公式ズ（非公式）のラジオ（公式）」                                              | |
| 2025年1月31日  | 「樋口幸平のレコメソ!」                                                             | |
| 2025年2月7日   | 「1位に埋もれた昭和歌謡」                                                           | |
| 2025年2月14日  | 「ちゅーばんかんラジオ!デコポン®️の日!edition 2025」                                | 前年同時期以来の第2弾。 |
| 2025年2月21日  | 「なべやき屋キンレイ謹製「心染あったか寄席」」                                      | |
| 2025年2月28日  | 「丸山礼のなまら好きっしょ?北海道」                                                 | |
| 2025年3月7日   | 「遊々ミュージックスペシャル」                                                      | 同シーズン第2弾。 |
| 2025年3月14日  | 「小野大輔の高知来いよ!2025」                                                       | 制作局の高知放送では3月15日18:00 - 19:00に放送。 |
| 2025年3月21日  | 「秋元真夏 卒アルラジオ神奈川スペシャル!」                                          | |

## サタデープレミアム
「サタデープレミアム」は、2012年10月および2017年度 - 2021年度のプロ野球ナイターオフシーズンにおいて設定されていた特別番組の放送枠。オンエア上では「文化放送 サタデープレミアム」（ぶんかほうそう サタデープレミアム）と呼称される。
2012年は日本シリーズ終了までのつなぎ編成であったが、2017年度はそれまでの「ウェンズデープレミアム」を引き継ぐレギュラー編成となる。2018年度も同様。
2019年度は、上半期の「文化放送ホームランナイター」廃枠に伴い土曜19時台以降がA&Gゾーンの生放送の通年番組枠になっている関係と、他曜日への移動を避けたいという考えから、土曜18時台へ移動。2020年度・2021年度も同様に編成された。

### 放送時間
- 2012年10月6日 - 2012年10月20日：毎週土曜 19:00 - 21:00（JST）
- 2017年10月7日 - 2018年3月17日：毎週土曜 19:00 - 19:55[27]（JST）
- 2018年10月6日 - 2019年3月23日：毎週土曜 19:00 - 19:55（JST）
- 2019年10月5日 - 2020年3月28日：毎週土曜 18:00 - 18:57[28]（JST）
- 2020年10月3日 - 2021年3月27日：毎週土曜 18:00 - 18:45（10月のみ[29]）→18:57（11月以降）（JST）
- 2021年10月2日 - 2022年3月26日：毎週土曜 18:00 - 18:57（JST）
  - プロ野球日本シリーズ中継時は休止。

### 放送内容

#### 2012年度
| 放送日         | 番組名                                                                       |
| -------------- | ---------------------------------------------------------------------------- |
| 2012年10月6日  | 「文化放送スポーツスペシャル Jリーグ 浦和レッズ対コンサドーレ札幌 実況中継」 |
| 2012年10月13日 | 「裁判員制度から3年〜市民の参加はどこまで進んだか?」                         |
| 2012年10月20日 | 「“プリンセス プリンセス”リクエストパレード」                                |

なお、10月27日と11月3日はプロ野球日本シリーズ中継が放送され、11月10日より「電人★GA部ぅ〜」が開始。

#### 2017年度
『サタデープレミアム』としての放送終了後の2週分の特別番組も参考として記載する。
| 放送日         | 番組名                                                                                                 | 備考 |
| -------------- | --- | --- |
| 2017年10月7日  | 「さだまさしのたくさんのしあわせ付きラジオ」                                                           | 東海ラジオや南海放送など一部の地方局でも時差放送あり。                                                               |
| 2017年10月14日 | 「甲斐よしひろのセイ!ヤング21」                                                                        | |
| 2017年10月21日 | 「ラジオでもWe are SPHERE!!!!〜スフィアとHeart to Heart〜」                                            | |
| 2017年10月28日 | （プロ野球日本シリーズ中継のため休止）                                                                 | |
| 2017年11月4日  | （プロ野球日本シリーズ中継のため休止）                                                                 | [ 30 ] |
| 2017年11月11日 | 「FINAL FANTASY 30TH ANNIVERSARY SPECIAL 真野恵里菜と語るFFの世界」                                    | |
| 2017年11月18日 | 「おれパラ10th Anniversary Welcome toおれたちのパラダイス」                                            | |
| 2017年11月25日 | 「ラジオスターがお悩みに回答!10代限定相談室」                                                          | NHK・民放連ラジオ委員会共同制作の全102局共通番組。                                                                   |
| 2017年12月2日  | 「LAZYデビュー40周年記念特集!」                                                                        | |
| 2017年12月9日  | 「どうなる?地球温暖化、どうする?日本のエネルギー問題」                                                 | 正式には『サタデープレミアム』は休止扱い。                                                                           |
| 2017年12月16日 | 「黄昏流星群 オーディオドラマシアター 黄昏の恋の適齢期」                                               | |
| 2017年12月23日 | 「クリスマスなんてカンケーない!受験生リクエストスペシャル!」                                           | |
| 2017年12月30日 | 「ココロのオンガク 〜music for you〜 応援ソングスペシャル」                                            | 18:00から2時間枠で放送。 正式には『サタデープレミアム』は休止扱い。                                                  |
| 2018年1月6日   | 「箱根駅伝への道 襷と絆の物語」                                                                        | |
| 2018年1月13日  | 「和牛のモーモーラジオ〜このラジオ、レアですね。和牛だけに…MOWMOW」                                    | その後、『Lプロ!』スペシャルでの放送を経て、2018年10月よりレギュラー番組に昇格。                                     |
| 2018年1月20日  | 「伊藤聡子のPRIME VOICE」                                                                              | |
| 2018年1月27日  | 2017年日本放送文化大賞・準グランプリ作品 「SBSラジオギャラリー 幸せのカタチ〜本当の親子 本物の親子〜」 | 静岡放送制作。 正式には『サタデープレミアム』は休止扱い。                                                            |
| 2018年2月3日   | 「甲斐よしひろのセイ!ヤング21」                                                                        | |
| 2018年2月10日  | 「LOVE ENKA 2018」                                                                                     | |
| 2018年2月17日  | 「阿佐ヶ谷姉妹のルンルン♪歌謡ナイト」                                                                  | |
| 2018年2月24日  | 「花澤香菜・今井麻美の『ラジオ シュタインズ・ゲート』」                                                | |
| 2018年3月3日   | 「ライオンズ女子 拡大化計画」                                                                          | 2018年度の『文化放送ライオンズナイター』の雨傘番組『Lプロ!』の事実上のパイロット版。                                 |
| 2018年3月10日  | 「シリーズ被災地の現実『福島 ふたつの病院の物語』」                                                    | 一部のNRNネット局にも3月16日の『ラジオアミューズメントパーク』枠にて放送されていた。                                 |
| 2018年3月17日  | 「甲斐よしひろのセイ!ヤング21」                                                                        | 『サタデープレミアム』としては2017年度最終回。                                                                       |
| 2018年3月24日  | 「ココロのオンガク 〜music for you〜 届けよう言葉の花束」                                              | 2018年3月4日に東京スカイツリースタジオで公開録音。 18:00から2時間枠で放送。 正式には『サタデープレミアム』枠外扱い。 |
| 2018年3月31日  | 「文化放送 Smile driving キャンペーンスペシャル〜セーフティ・ドライブ2018」                            | 正式には『サタデープレミアム』枠外扱い。                                                                             |

#### 2018年度
『サタデープレミアム』としての放送終了後翌週分の特別番組も参考として記載する。
| 放送日         | 番組名 | 備考                                                                             |
| -------------- | --- | -------------------------------------------------------------------------------- |
| 2018年10月6日  | 「ライオンズ10年ぶりのリーグ優勝おめでとう!」                                                                        |                                                                                  |
| 2018年10月13日 | 「剛とツヨシ 漢字とカタカナ。」                                                                                      |                                                                                  |
| 2018年10月20日 | 「純次と直樹と糸井重里」                                                                                             | 『サタデープレミアム』の扱いではなく、19:00 - 20:55の1時間55分の放送枠となった。 |
| 2018年10月27日 | （プロ野球日本シリーズ中継のため休止）                                                                               |                                                                                  |
| 2018年11月3日  | （プロ野球日本シリーズ中継のため休止）                                                                               |                                                                                  |
| 2018年11月10日 | 「甲斐よしひろのセイ!ヤング21」                                                                                      |                                                                                  |
| 2018年11月17日 | 「おれパラ2018特番 We'lluminate☆PARTY」                                                                              |                                                                                  |
| 2018年11月24日 | 「今泉P Presents広井王子のマルチな絶セトラ!」                                                                        |                                                                                  |
| 2018年12月1日  | 「みんなの災害対策会議〜誰一人大切な命を失わないために〜」                                                           |                                                                                  |
| 2018年12月8日  | 「フィロソフィのダンス 「Lesson.1」」                                                                                |                                                                                  |
| 2018年12月15日 | 「ラジオドラマ SHIBA-HAMA2018」                                                                                      |                                                                                  |
| 2018年12月22日 | 「Happy X'mas〜本当のクリスマス」                                                                                    |                                                                                  |
| 2018年12月29日 | 19:00 - 19:30「文化放送報道スペシャル マイクの一年2018」19:30 - 20:00「文化放送スポーツスペシャル マイクの一年2018」 | 年末年始編成の関係上『サタデープレミアム』は休止扱い。                           |
| 2019年1月5日   | 「箱根駅伝への道 襷と絆の物語」                                                                                      |                                                                                  |
| 2019年1月12日  | 「甲斐よしひろのセイ!ヤング21」                                                                                      |                                                                                  |
| 2019年1月19日  | 「にっぽん演歌の夢祭り2019 東京公演日本武道館ファイナルSP」                                                          |                                                                                  |
| 2019年1月26日  | 「伊藤聡子のPRIME VOICE」                                                                                            |                                                                                  |
| 2019年2月2日   | 「ミキ・ガンバレルーヤの相席ラジオ」                                                                                 |                                                                                  |
| 2019年2月9日   | 「剛とツヨシ 漢字とカタカナ。#1.5 」                                                                                 |                                                                                  |
| 2019年2月16日  | 「清水一二 浜松町ラジオ写真館」                                                                                      |                                                                                  |
| 2019年2月23日  | 「浜松町Innovation Culture Cafe」                                                                                    | 翌年度ナイターオフ夜ワイド『みらいブンカ village』火曜日の同名企画につながる。   |
| 2019年3月2日   | 「甲斐よしひろのセイ!ヤング21」                                                                                      |                                                                                  |
| 2019年3月9日   | 「シリーズ被災地の真実 双葉高校野球部 僕らの延長戦」                                                                 |                                                                                  |
| 2019年3月16日  | 「田原総一朗 オフレコ!スペシャル」                                                                                   |                                                                                  |
| 2019年3月23日  | 「普門館からありがとう 〜東京佼成ウインドオーケストラとコンクール課題曲〜」                                          | 『サタデープレミアム』としては2018年度最終回。                                   |
| 2019年3月30日  | 「文化放送 Smile driving キャンペーンスペシャル 片山右京 DRIVE REVIEW」                                              | 正式には『サタデープレミアム』枠外扱い。                                         |

#### 2019年度
| 放送日         | 番組名 | 備考 |
| -------------- | --- | --- |
| 2019年10月5日  | 「日本冷凍食品協会プレゼンツ 今夜はまるごと!冷凍食品」                                                               | |
| 2019年10月12日 | 「本格焼酎・泡盛の日スペシャル〜西田あいのおしゃべり♥あいランド」                                                    | 同年度のレギュラー放送枠（土曜17:45 - 18:00）に引き続いて放送。 ラジオ大阪では10月16日21:00 - 22:00、北海道放送では10月17日20:00 - 21:00、東北放送では10月17日21:00 - 22:00に放送。 |
| 2019年10月19日 | （プロ野球日本シリーズ中継のため休止）                                                                               | |
| 2019年10月26日 | 「今、文化放送のスポーツ中継が熱い!!」                                                                               | 日本シリーズ早期終了およびラグビーワールドカップ日本代表戦早期終了に伴う雨傘番組。                                                                                                  |
| 2019年11月2日  | 「浜祭直前SP! 天高くロバ肥ゆる秋!!」                                                                                 | |
| 2019年11月9日  | 「Thank You! 浜松町ハーベストフェスタ 浜祭」                                                                         | |
| 2019年11月16日 | 「おれパラ2019特番〜WA!!!!〜」                                                                                       | 同番組に出演の小野大輔は、前半30分が「裏被り」となった。 ラジオ大阪では11月21日22:00 - 23:00に放送。                                                                                |
| 2019年11月23日 | 「伊藤聡子のPRIME VOICE」                                                                                            | |
| 2019年11月30日 | 「甲斐よしひろのセイ!ヤング21」                                                                                      | |
| 2019年12月7日  | 「にしさんじvs鷲崎健の異次元トークFight!!」                                                                          | |
| 2019年12月14日 | 「近藤真彦40周年記念 くるくるFesラジオ」                                                                             | |
| 2019年12月21日 | 「独占特番 ローマ教皇 希望のメッセージ 〜1125東京ドームミサを振り返る〜」                                            | |
| 2019年12月28日 | 18:00 - 18:30「文化放送報道スペシャル マイクの一年2019」18:30 - 19:00「文化放送スポーツスペシャル マイクの一年2019」 | 年末年始編成の関係上『サタデープレミアム』は休止扱い。 信越放送では12月30日（報道編）、12月31日（スポーツ編）の、いずれも7:30 - 8:00に放送。                                        |
| 2020年1月4日   | 「箱根駅伝への道 襷と絆の物語」                                                                                      | |
| 2020年1月11日  | 「女が音楽を始めるときはモテたいからじゃない（第2弾）」                                                              | 第1弾は、2019年9月17日に「文化放送ライオンズナイタースペシャル」として放送。 |
| 2020年1月18日  | 「“令和新春対談”〜夢を持ち、今を生きる〜」                                                                           | |
| 2020年1月25日  | 「Night Tempo Diggin'retro」                                                                                         | |
| 2020年2月1日   | 「女が音楽を始めるときはモテたいからじゃない（第3弾）」                                                              | その後、2020年4月よりレギュラー番組に昇格。 |
| 2020年2月8日   | 「宮下草薙の60分」                                                                                                   | 2020年1月より放送中の『宮下草薙の15分』の拡大版。 |
| 2020年2月15日  | 「甲斐よしひろのセイ!ヤング21」                                                                                      | |
| 2020年2月22日  | 「中山美穂 "Neuf Neuf"ラジオ〜中山美穂35年の軌跡〜」                                                                 | |
| 2020年2月29日  | 「矢崎広の『あさステ!』 地上波だよ! イブニングスペシャル!!」                                                         | |
| 2020年3月7日   | 「シリーズ被災地の真実 あれからどうしてた? 〜作家、重松清が歩く山元町」                                              | |
| 2020年3月14日  | 「リケンのわかめスープ presents 谷山紀章の明日もがんばります!〜奇跡的に3人揃っちゃいました!〜」                      | |
| 2020年3月21日  | 「甲斐よしひろのセイ!ヤング21」                                                                                      | |
| 2020年3月28日  | 「文化放送終戦75年企画 シリーズ〜封印された真実①BC級戦犯〜翻弄された人生」                                           | |

#### 2020年度
| 放送日         | 番組名                                                                               | 備考 |
| -------------- | ------------------------------------------------------------------------------------ | --- |
| 2020年10月3日  | 「映画「ミッドナイトスワン」SP」                                                     | |
| 2020年10月10日 | 「文化放送報道スペシャル 戦争はあった」                                              | 2019年8月28日19:00 - 20:00に放送された特番の再放送（45分に編集）。 第46回放送文化基金賞番組部門 ラジオ番組優秀賞および出演者賞受賞記念。                                                                    |
| 2020年10月17日 | 「新編成局長・太田英明が全力でPRする文化放送10月スペシャルウィークと新番組紹介SP!!」 | |
| 2020年10月24日 | 「荒川強啓ナイトキャッチ 検証・菅新政権」                                            | |
| 2020年10月31日 | 「小川紗良の夢みるラジオ」                                                           | |
| 2020年11月7日  | 「Hip-Hop〜自分らしくいられる場所〜」                                                | |
| 2020年11月14日 | 「DASH!! まさいち中958日」                                                           | 2017年度下半期に同時間帯で放送された『ダッシュまさいち 中6日!』の復活企画。 |
| 2020年11月21日 | （プロ野球日本シリーズ中継のため休止）                                               | |
| 2020年11月28日 | 「2020プロ野球総決算! DASH!! 兄やんスペシャル」                                      | 日本シリーズ早期終了に伴う雨傘番組。 |
| 2020年12月5日  | 「甲斐よしひろのセイ!ヤング21」                                                      | |
| 2020年12月12日 | 「青春ラジオ小説「オートリバース」」                                                 | 民放ラジオ全99局&radiko共同企画（19:00まで放送）。 |
| 2020年12月19日 | 「関ジャニ∞のレコメン!〜あれから8年スペシャル〜」                                    | |
| 2020年12月26日 | 「今年のモヤモヤ今年のうちに 男爵の耳はロバのミミ」                                  | |
| 2021年1月2日   | 「今村豊 植木通彦 BOATRACEレジェンド対談」                                           | 山口放送（今村の地元局）では1月3日18:00 - 18:55、RKB毎日放送（植木の地元局）では同12:30 - 13:25に放送。 |
| 2021年1月9日   | 「箱根駅伝への道 襷と絆の物語」                                                      | |
| 2021年1月16日  | 「甲斐よしひろのセイ!ヤング21」                                                      | |
| 2021年1月23日  | 「岡谷柚奈（703号室）スタジオ弾き語り生ライブSPECIAL」                               | |
| 2021年1月30日  | 「伊藤聡子のPRIME VOICE」                                                            | |
| 2021年2月6日   | 「甲斐よしひろのセイ!ヤング21」                                                      | |
| 2021年2月13日  | 「竹中功のアロハな気分〜リターンズ!〜」                                              | 2018年4月 - 2020年3月に日曜19時台で放送された『竹中功のアロハな気分』の復活企画。 |
| 2021年2月20日  | 「TEAM BEYOND presents 安元洋貴の笑われるセールスマン（仮）出張版」                  | 2020年1月より放送中の『安元洋貴の笑われるセールスマン（仮）』の特別企画。 |
| 2021年2月27日  | 「武田真治 芸能生活30周年 記念特番「BERATH OF LIFE」」                               | |
| 2021年3月6日   | 「甲斐よしひろのセイ!ヤング21」                                                      | 同年度上半期に2回しか放送できなかった分の補充。 |
| 2021年3月13日  | 「シリーズ被災地の真実 10年前の僕へ〜南三陸 高橋家のラジオ」                         | |
| 2021年3月20日  | 「遊々ミュージック 演歌フェスティバル」                                              | 土曜深夜（日曜早朝）に放送していた『鈴木純子の遊々ミュージック』の特別企画。 番組途中から地震速報を随時挿入した関係か、5月4日20:00 - 21:00に『仁科美咲の遊々ミュージック 演歌フェスティバル』として再放送。 |
| 2021年3月27日  | 「編成局長・太田英明が全力でPRする文化放送春の改編・新番組紹介SP」                   | |

#### 2021年度
| 放送日         | 番組名 | 備考                                                                                   |
| -------------- | --- | -------------------------------------------------------------------------------------- |
| 2021年10月2日  | 「DJ和の#アニソン時間旅行〜超リクエストSP〜」                                                             |                                                                                        |
| 2021年10月9日  | 「24年間獄中にいた人の声〜昭和63年放送「戸籍のない男」を聴く」                                            |                                                                                        |
| 2021年10月16日 | 「日本冷凍食品協会 presents 林家たい平 笑う門には「冷凍食品」」                                           |                                                                                        |
| 2021年10月23日 | 「Good evening K」                                                                                        |                                                                                        |
| 2021年10月30日 | 「BE:FIRSTのRADIO FIRST」                                                                                 |                                                                                        |
| 2021年11月6日  | 「FANTASTICS世界のシン・セカイRADIO」                                                                     |                                                                                        |
| 2021年11月13日 | 「甲斐よしひろのセイ!ヤング21」                                                                           |                                                                                        |
| 2021年11月20日 | （プロ野球日本シリーズ中継のため休止）                                                                    |                                                                                        |
| 2021年11月27日 | （プロ野球日本シリーズ中継のため休止）                                                                    |                                                                                        |
| 2021年12月4日  | 2021年日本民間放送連盟賞・ラジオ グランプリ作品 「文化放送終戦75年スペシャル 封印された真実〜軍属ラジオ」 | 2020年8月15日18:00 - 18:57に放送された特番の、2回目の再放送（19:00まで放送）。         |
| 2021年12月11日 | 「文化放送開戦80年スペシャル 東の風・雨」                                                                 | 19:00まで放送。                                                                        |
| 2021年12月18日 | 「東尾修&松坂大輔対談〜ボールに託す想い」                                                                 | 続編「東尾修&松坂大輔対談〜あなたに会えてよかった」は2022年1月1日14:00 - 14:55に放送。 |
| 2021年12月25日 | 「遊々ミュージック・スペシャル」                                                                          |                                                                                        |
| 2022年1月1日   | 「我ら演歌第7世代!」                                                                                      |                                                                                        |
| 2022年1月8日   | 「箱根駅伝への道 襷と絆の物語」                                                                           |                                                                                        |
| 2022年1月15日  | 「ラパルフェの搾取されないラジオ」                                                                        |                                                                                        |
| 2022年1月22日  | 「甲斐よしひろのセイ!ヤング21」                                                                           |                                                                                        |
| 2022年1月29日  | 「まなもの部屋 with 石原夏織」                                                                            |                                                                                        |
| 2022年2月5日   | 「ナジャとブラスのななめうえ↗ラジオ」                                                                     |                                                                                        |
| 2022年2月12日  | 「井上小百合 in the backstage!」                                                                          |                                                                                        |
| 2022年2月19日  | 「談志の日記 17歳の青春」                                                                                 | 新潟放送では3月13日11:00 - 12:00に放送。                                               |
| 2022年2月26日  | 「甲斐よしひろのセイ!ヤング21」                                                                           | 下半期最終放送が2月になるのは6期ぶり。                                                 |
| 2022年3月5日   | 「中川晃教・花總まりのラジオ鉄道999」                                                                     |                                                                                        |
| 2022年3月12日  | 「被災地の真実〜双葉高校野球部 11回目の春 バックホーム」                                                  |                                                                                        |
| 2022年3月19日  | 「土佐のこうちの“音遺産” 大木さん、いかがですか〜」                                                       | 高知放送制作特番を同時ネット。                                                         |
| 2022年3月26日  | 「「牧場物語 山下の大輝のラジオステーション」放送直前SP」                                                 | 4月2日より『A&G TRIBAL RADIO エジソン』内で放送されるフロート番組のパイロット版。      |